# Radiofrecuencia
El término radiofrecuencia (RF) (también, espectro de radiofrecuencia) se aplica a la porción menos energética del espectro electromagnético, situada entre los 3 hercios (Hz) y 300 gigahercios (GHz).
El hercio es la unidad de medida de la frecuencia de las ondas, y corresponde a un ciclo por segundo. Las ondas electromagnéticas de esta región del espectro, se pueden transmitir aplicando la corriente alterna originada en un generador a una antena.

## Clasificación
La radiofrecuencia se puede dividir en las siguientes bandas del espectro:
| Nombre de frecuencia           | Frecuencia en inglés           | Abreviatura inglesa | Banda UIT | Frecuencias     | Longitud de onda    |
| ------------------------------ | ------------------------------ | ------------------- | --------- | --------------- | ------------------- |
| Frecuencia tremendamente baja  | Super Extremely Low Frequency  | SELF                | No aplica | menor a 3 Hz    | mayor a 100.000 km  |
| Frecuencia extremadamente baja | Extremely Low Frequency        | ELF                 | 1         | 3-30 Hz         | 100.000 – 10.000 km |
| Frecuencia superbaja           | Super Low Frequency            | SLF                 | 2         | 30-300 Hz       | 10.000 – 1.000 km   |
| Frecuencia ultrabaja           | Ultra Low Frequency            | ULF                 | 3         | 300 – 3000 Hz   | 1.000 – 100 km      |
| Frecuencia muy baja            | Very Low Frequency             | VLF                 | 4         | 3 – 30 kHz      | 100 – 10 km         |
| Onda larga                     | Low Frequency                  | LF                  | 5         | 30 – 300 kHz    | 10 – 1 km           |
| Onda media                     | Medium Frequency               | MF                  | 6         | 300 – 3000 kHz  | 1 km – 100 m        |
| Onda corta                     | High Frequency                 | HF                  | 7         | 3 – 30 MHz      | 100 m – 10 m        |
| Frecuencia muy alta            | Very High Frequency            | VHF                 | 8         | 30-300 MHz      | 10 – 1 m            |
| Frecuencia ultraalta           | Ultra High Frequency           | UHF                 | 9         | 300-3000 MHz    | 1 m – 100 mm        |
| Frecuencia superalta           | Super High Frequency           | SHF                 | 10        | 3-30 GHz        | 100 – 10 mm         |
| Frecuencia extremadamente alta | Extremely High Frequency       | EHF                 | 11        | 30-300 GHz      | 10 – 1 mm           |
| Frecuencia tremendamente alta  | Super Extremely High Frequency | SEHF                | No aplica | mayor a 300 GHz | menor a 1 mm        |

A partir de 1 gigahercio, las bandas entran dentro del espectro de las microondas. Por encima de 300 gigahercios la absorción de la radiación electromagnética por la atmósfera terrestre es tan alta que la atmósfera se vuelve opaca a ella, hasta que, en los denominados rangos de frecuencia infrarrojos y ópticos, vuelve de nuevo a ser transparente.
Las bandas ELF, SLF, ULF y VLF comparten el espectro de la AF (audiofrecuencia), que se encuentra entre 20 y 20 000 hercios aproximadamente. Sin embargo, estas últimas son ondas de presión, como el sonido, por lo que se desplazan a la velocidad del sonido sobre un medio material. Mientras que las ondas de radiofrecuencia, al ser ondas electromagnéticas, se desplazan a la velocidad de la luz.

## Historia
Las bases teóricas de la propagación de ondas electromagnéticas fueron descritas por primera vez entre 1886 y 1888 por Heinrich Rudolf Hertz, quien fue el primero en validar experimentalmente la teoría de Maxwell.

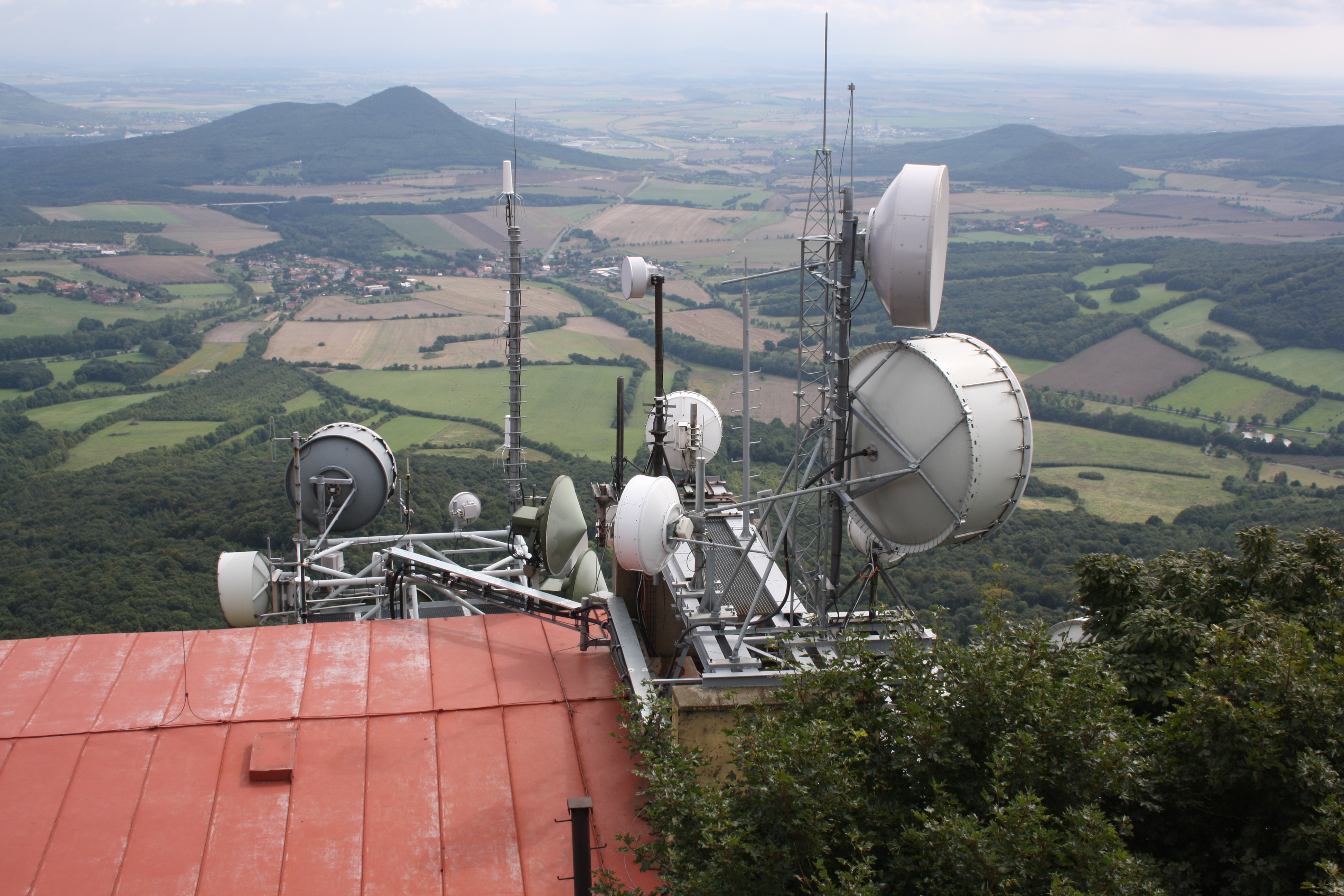
Antenas para transmisión de radio y televisión, en Chequia.

El uso de esta tecnología por primera vez es atribuido a diferentes personas: Aleksandr Stepánovich Popov  hizo sus primeras demostraciones en San Petersburgo, Rusia; Nikola Tesla, en San Luis Misuri, Estados Unidos, Julio Cervera Baviera en España y Guillermo Marconi, en el Reino Unido.[cita requerida]
El primer sistema práctico de comunicación mediante ondas de radio fue diseñado por Guillermo Marconi, quien en 1901 realizó la primera emisión trasatlántica radioeléctrica. Actualmente, la radio toma muchas otras formas, incluyendo redes inalámbricas, comunicaciones móviles de todo tipo, así como la radiodifusión.[cita requerida]

## Usos de la radiofrecuencia

### Radiocomunicaciones

Sistemas de radio AM y FM.

Aunque se emplea la palabra radio, las transmisiones de televisión, radio, radar y telefonía móvil están incluidas en esta clase de emisiones de radiofrecuencia. Otros usos son audio, vídeo, radionavegación, servicios de emergencia y transmisión de datos por radio digital; tanto en el ámbito civil como militar. También son usadas por los radioaficionados.

### Radioastronomía
Muchos de los objetos astronómicos emiten en radiofrecuencia. En algunos casos en rangos anchos y en otros casos centrados en una frecuencia que se corresponde con una línea espectral, por ejemplo:
- Línea de HI o hidrógeno atómico. Centrada en 1,4204058 gigahercios.
- Línea de CO (transición rotacional 1-0) asociada al hidrógeno molecular. Centrada en 115,271 gigahercios.

### Radar
El radar es un sistema que usa ondas electromagnéticas para medir distancias, altitudes, direcciones y velocidades de objetos estáticos o móviles como aeronaves, barcos, vehículos motorizados, formaciones meteorológicas y el propio terreno. Su funcionamiento se basa en emitir un impulso de radio, que se refleja en el objetivo y se recibe típicamente en la misma posición del emisor. A partir de este "eco" se puede extraer gran cantidad de información. El uso de ondas electromagnéticas permite detectar objetos más allá del rango de otro tipo de emisiones. Entre sus ámbitos de aplicación se incluyen la meteorología, el control del tráfico aéreo y terrestre y gran variedad de usos militares.

### Resonancia magnética nuclear
La resonancia magnética nuclear estudia los núcleos atómicos al alinearlos a un campo magnético constante para posteriormente perturbar este alineamiento con el uso de un campo magnético alterno, de orientación ortogonal. La resultante de esta perturbación es una diferencia de energía que se evidencia al ser excitados dichos átomos por radiación electromagnética de la misma frecuencia. Estas frecuencias corresponden típicamente al intervalo de radiofrecuencias del espectro electromagnético. Esta es la absorción de resonancia que se detecta en las distintas técnicas de RMN.

### Medicina
La radiofrecuencia se ha usado en tratamientos médicos durante los últimos 75 años, generalmente para cirugía mínimamente invasiva, utilizando ablación por radiofrecuencia o crioablación. Entre los tratamientos en los que se usa la radiofrecuencia es contra la apnea durante el sueño o para arritmias cardiacas.
La diatermia es una técnica que utiliza el calor producido por la radiofrecuencia para tratamientos quirúrgicos, de tal forma que produce la coagulación de tejidos e impide que el tejido sangre tras la incisión quirúrgica. Además de cauterizar vasos sanguíneos para prevenir el sangrado excesivo, también se puede utilizar el calor producido por la diatermia para destruir tumores, verrugas y tejidos infectados. Esta técnica es particularmente valiosa en neurocirugía y cirugía del ojo. Los equipos de diatermia normalmente operan en la frecuencia de onda corta de radio (rango 1-100 MHz) o energía de microondas (rango de 434 a 915 MHz).

### Tratamientos de belleza
La radiofrecuencia, en niveles de energía que no producen ablación, se usa también como tratamiento cosmético para tensar la piel, reducir la grasa (lipolisis) o promover la cicatrización. Es una técnica usada en los centros de belleza y medicina estética.
El uso de la radiofrecuencia para tensar la piel tiene su base en que se produce energía que calienta el tejido, lo que estimula la producción de colágeno y elastina subcutánea, consiguiendo que se reduzcan las arrugas de la piel. En el rostro, la radiofrecuencia facial es una alternativa a un lifting quirúrgico y otras cirugías cosméticas.
Entre los diferentes tipos de radiofrecuencia que existen encontramos: radiofrecuencia corporal, radiofrecuencia monopolar, radiofrecuencia abdominal, radiofrecuencia abdominal facial o radiofrecuencia unipolar. Todas ellas actúan a través del sobrecalentamiento de las diferentes capas de la piel, de forma que se consiga movilizar las diferentes células y de esta forma tersificar la dermis, darle un aspecto más rejuvenecido, potenciar la creación de nuevas células de colágeno así como la migración de fibroblastos.
Así pues, el tratamiento de la radiofrecuencia basa su técnica en la emisión de ondas electromagnéticas para conseguir todos los efectos descritos anteriormente. Es un método no invasivo, con mínimos efectos secundarios y con el que poder conseguir grandes resultados en cuestión de pocas sesiones.

### Otros usos de las ondas de radio
- Calentamiento
- Fuerza mecánica
- Metalurgia:
  - Templado de metales
  - Soldaduras
- Industria alimentaria:
  - Esterilización de alimentos